# Surjoux-Lhopital
Surjoux-Lhopital é uma comuna francesa na região administrativa da Auvérnia-Ródano-Alpes, no departamento de Ain. Estende-se por uma área de 7.99 km². Em 2010 a comuna tinha 140 habitantes (densidade: 17,5 hab./km²).
Foi criada em 1 de janeiro de 2019, a partir da fusão das antigas comunas de Surjoux e Lhôpital.